# Râul Luncavăț
Pârâul Luncavăț este un curs de apă, afluent al râului Olt. Pârâul se formează la confluența brațelor Valea Curpenei și Balota